# Montserrat Caballé
Montserrat Caballé (punim imenom Maria de Montserrat Viviana Concepción Caballé i Folch; Barcelona, 12. travnja 1933. — Barcelona, 6. listopada 2018.) bila je katalonska operna pjevačica. Proslavila se ulogama u operama Rossinija, Bellinija i Donizettija.

## Životopis
Montserrat Caballé rođena je u Barceloni, gdje se školovala na Conservatori Superior de Música del Liceu usavršavajući tehniku bel canta (lijepog pjevanja) pod mentorstvom Eugenia Kemmenyja. Godine 1956. pridružuje se operi u Baselu, gdje je godinu dana poslije debitirala ulogom Mimi u Puccinievoj operi La Bohème. U sezoni 1960./1961. bila je angažirana u operi u Bremenu, gdje proširuje svoj repertoar. Vratila se u Barcelonu 1962. godine, gdje je prvi put nastupila u Gran Teatre del Liceu u Arabelli Richarda Straussa.

## Karijera
Uspon njene karijere započinje 1965. kada je u njujorškom Carnegie Hallu zamijenila privremeno spriječenu Marilyn Horne u Donizettijevoj operi Lucrezia Borgia: za taj ju je nastup oduševljena publika nagradila 25-minutnim ovacijama.
Nakon tog neočekivanog uspjeha, uslijedili su mnogobrojni nastupi na najpoznatijim svjetskim opernim pozornicama, primjerice operi Metropolitan, veronskoj Areni, milanskoj Scali, Covent Gardenu i moskovskom Boljšoj teatru.
U rujnu 1974. zbog zdravstvenih problema i operacije benignog tumora u abdomenu, nakratko je prekinula karijeru, ali se već 1975. vratila nastupom u Bellinijevoj Normi. 
Godine 1988. u duetu s Freddiem Mercuryjem snimila je hit Barcelona, koji se iste godine našao i na istoimenom albumu grupe Queen. Ta je pjesma 1992. postala i službenom himnom ljetnih Olimpijskih igara u Barceloni, a Montserrat Caballé učinila popularnom i među publikom koja ne posjećuje kazalište.
Bila je intenzivno angažirana kao UNESCO-ova ambasadorica dobre volje, a u Barceloni je utemeljila i zakladu za pomoć djeci. Udala se 1964. za tenora Bernabéa Martíja, s kojim ima kćer Monserrat Martí, koja je također sopranistica.
Godine 1966. je u Španjolskoj proglašena Damom Kraljevskog reda Izabele Katoličke. U Njemačkoj je 2003. godine odlikovana Saveznim križem za osobite zasluge (njem. Bundesverdienstkreuz) Nositeljica je i brojnih drugih visokih državnih odlikovanja, stručnih priznanja i nagrada.
Dva je puta nastupila na Dubrovačkim ljetnim igrama.

## Vanjske poveznice

### Sestrinski projekti
|  | Zajednički poslužitelj ima još gradiva o temi Montserrat Caballé |

### Mrežna sjedišta
- Službene mrežne stranice Montserrat Caballé (šp.)
- Diskografija Montserrat Caballé (engl.)
- YouTube – recital Montserrat Caballé, Palau de la Música Catalana (Barcelona, 1988.)
- YuoTube - izvedba pjesme Barcelona (2012.): Freddie Mercury i Montserrat Caballé